# 1977年の映画
1977年の映画（1977ねんのえいが）では、1977年（昭和52年）の映画分野の動向についてまとめる。
1976年の映画 - 1977年の映画 - 1978年の映画

## 出来事

### 世界
- 米国、『ロッキー』（1976年11月公開、ジョン・G・アヴィルドセン監督）の大ヒットで一躍シルヴェスター・スタローンがマネー・メーキング・スターのトップとなる[1]。
- 米国、『スター ウォーズ』（ジョージ・ルーカス監督）が1億6500万ドルの配給収入で興行成績1位[注 1]、2位は『未知との遭遇』（11月公開、スティーヴン・スピルバーグ監督）の7700万ドル[1]。
- 1月16日 - 今井正監督『あにいもうと』、第6回インド国際映画祭劇映画部門金孔雀賞（最優秀作品賞）受賞[3]。
- 2月16日 - オーストラリア初の日本映画祭をシドニーで開催(19日まで)[3]。
- 5月25日 - 米国で『スター・ウォーズ』公開[4]。
- 8月16日 - エルビス・プレスリー（米歌手・俳優）死去[5]。
- 10月14日 - ビング・クロスビー（米歌手・俳優）死去[5]。
- 12月7日 - 東宝代表取締役相談役・清水雅が仏最高位文化勲章（コマンドゥール・デ・ザール・エレッテル）受章[5]。
- 12月25日 - 喜劇王チャップリン（88歳）死去[6][1]。

### 日本
- 2月
  - 2月2日 - ピラニア軍団、第19回ブルーリボン賞特別賞受賞[7]。
  - 2月12日 - 東京有楽町・日劇地下喫茶店より出火、劇場営業に支障は出たものの人的被害はなし[3]。
  - 2月22日 - 東宝事業部、キャラクター「スヌーピー」、「ピンクパンサー」、「ジョーズ」、「キングコング」などのマーチャンダイジング発表・説明会開催[5]。
- 3月
  - 3月5日 - 東映東京撮影所、第10回記念大バザール開催（6日まで）[7]。
  - 3月21日 - 女優田中絹代（67歳）死去[8][6]。
- 4月
  - 4月1日 - 日本教育テレビ（NET）が「全国朝日放送」（現・テレビ朝日、EX）と改称[3]。
  - 4月7日 - 松竹、製作面での合理化として大船撮影所を分離するため、傍系会社の松竹映像創立[9][10]。
  - 4月18日 - 松竹会長城戸四郎（82歳）死去[11][12]。
- 5月
  - 東宝、完全自動映写機バレンタイン・スオードを一部直営劇場に導入[3]。
  - 5月10日 - 東京有楽町・東宝有楽ビルを有楽町電気ビル新築のため解体[5]。
  - 5月21日 
    - 映画製作者・本木荘二郎死去[5]。
    - 鈴木清順監督、10年ぶりの復帰作『悲愁物語』が公開[10][13]。

  - 5月24日 - 俳優近衛十四郎（63歳）死去[12]。
  - 5月25日 - 東宝、松岡功社長就任[12][10]。
- 6月
  - 「第1回ぴあ展（映像部門）」（第1回ぴあフィルムフェスティバル）開催[5][14]。
  - 日本ビデオ協会、レンタルセンターを東京有楽町・日劇地下1階に実験的に開設[5]。
  - 6月1日 - 成人ビデオ倫理自主規制懇談会が改組、「日本ビデオ倫理協会」と改称[5]。
  - 6月4日 - 『八甲田山』の各地先行ロードショー、歴史的ヒットを記録し、大成功[5]。
  - 6月8日 - 日本ヘラルド、日本武道館（東京千代田区）では史上初となる大試写会（伊映画『テンタクルズ』）に1万人を招待して開催[5]。
  - 6月17日 - 森谷司郎監督『八甲田山』の全国一般公開が大盛り上がりで始まる[12]。8月、63の映画館で興行収入新記録を出すようなヒットとなる[15]。
- 7月
  - 7月21日 - 映画『ジェット・ローラー・コースター』（ジェームズ・ゴールドストーン監督）の上映中止[5]。テロ行為実行の脅迫状が有楽座ほか2劇場に届く（のちに間違いと見なされる）[5]。
  - 7月22日 - CIC本社、パレスチナゲリラを刺激するとして、有楽座次回作『ブラック・サンデー』（ジョン・フランケンハイマー監督）の公開中止を決定[5]。のちにビデオ発売はされる[5]。
- 8月
  - 8月5日 - 東宝が後援し、東宝企画、東宝美術が製作運営した「大西郷博覧会」が鹿児島市で開幕(10月23日まで)[5][16]。
  - 8月6日
    - 東映洋画配給部、『宇宙戦艦ヤマト』（舛田利雄監督）を洋画系で配給、公開2週目からは上映劇場を拡大するほどのヒット[7]。
    - 『トラック野郎・度胸一番星』（鈴木則文監督） / 『サーキットの狼』（山口和彦監督）封切、ヒット[7]。

  - 8月15日 - 映画『愛のコリーダ』の宣伝用スチール写真や脚本などを含む同名の単行本が猥褻（）であると、著者大島渚と出版社三一書房が起訴される[15][17]。
- 9月
  - 9月1日
    - 大映、大映映画撮影所、大映映画京都撮影所、大映配給、大映映像、大映映画の5社に分離、経営合理化[5]。
    - 日活、希望退職者募集開始[5]。

  - 9月11日 - 東京・新宿文化ビルの再開発にともない、新宿文化劇場、新宿蠍座閉館[5]。
  - 9月19日 - 東宝東和が日本初のオーストラリア映画『少年と海』の輸入配給を発表（10月29日公開）[5][18]。
- 10月
  - 10月1日 - ヘラルド・エンタープライズ設立[5]。
  - 10月8日 - 大量宣伝をした角川映画第2弾『人間の証明』（佐藤純彌監督）が公開され[10]、大ヒット[19]。
  - 10月27日 - 東映、ソ連映画輸出入公団との間で、1980年モスクワオリンピック記録映画の日本・東南アジア地域配給権取得に関する契約設立[7]。
  - 10月29日 - 野村芳太郎監督『八つ墓村』が公開されヒット[10][20]。『八甲田山』や『八つ墓村』のヒットで、1本立て映画の製作が増加[10]。
  - 10月31日 - 日活、日活撮影所の電気通信共済会〔現・NTTグループの共済会〕からの買戻し、正式和解[21][5][注 2]。
- 11月
  - 11月2日 - 千葉県習志野・京成電鉄谷津遊園内に「メルファンランド（動く人形館）」が完成（東宝美術、東宝映画、京都衣裳、東宝設備、東宝レコードが施工協力）[5]。
  - 11月13日 - 映画監督豊田四郎（71歳）死去[15]。
  - 11月24日 - 日本アカデミー賞協会設立[5]。
- 12月
  - 12月3日 - 東京・五反田東映劇場と五反田東映シネマ、旧・五反田東映劇場再開発複合ビル〔「ハイラーク五反田」〕内にオープン[7]。
  - 12月10日
    - 映画製作・配給を行う東映セントラルフィルム設立[5][注 3]。設立目的は、大作映画の長期興行が無理な地域の映画館で上映する作品を確保すること[7]。
    - 大阪・梅田に洋画ロードショー館の三番街シネマ3オープン[15]。

  - 12月24日 - 『トラック野郎・男一匹桃次郎』（鈴木則文監督） / 『こちら葛飾区亀有公園前派出所』（山口和彦監督）封切、ヒット[7][注 4]。
  - 12月27日 - 俳優・高田稔死去[5]。

## 周年
- 創立45周年
  - 東宝

## 日本の映画興行
- 入場料金（大人）
  - 1,300円[22]
  - 映画館・映画別
    - 1,300円（松竹、正月映画『男はつらいよ 寅次郎純情詩集』）[23]
    - 1,300円（松竹、8月公開『男はつらいよ 寅次郎と殿様』）[24]
    - 1,300円（有楽座、正月映画『キングコング』）[25]
    - 1,300円（丸の内ピカデリー、正月映画『ブーメランのように』）[26]
    - 1,300円（渋谷パンテオン、正月映画『ダーティハリー3』）[27]
    - 800円（東宝、10月リバイバル公開『天国と地獄』）[28]

  - 1,230円（統計局『小売物価統計調査（動向編） 調査結果』[29] 銘柄符号 9341「映画観覧料」）[30]
- 入場者数 1億6517万人[31]
- 興行収入 1523億7300万円[31]

| 配給会社 | 配給本数 | 配給本数 | 配給本数 | 年間配給収入 | 概要 |
| 配給会社 | 新作     | 再映     | 洋画     | 前年対比     | 概要 |
| -------- | -------- | -------- | -------- | ------------ | --- |
| 松竹     | 24       | 24       | 24       | 60億3909万円 | 年間配給収入の2割増はドル箱シリーズの『男はつらいよ 寅次郎純情詩集』（10.9億円）、『男はつらいよ 寅次郎と殿様』（8.5億円）に加え、『八つ墓村』（19.9億円）と『幸福の黄色いハンカチ』のヒットによるものである。田宮プロの『イエロー・ドッグ』や横溝正史ブームに便乗した『陰獣』は惨敗。スターを起用した郷ひろみ主演『突然、嵐のように』 / 松坂慶子主演『恋人岬』、鈴木清順監督『悲愁物語』 / 山城新伍主演『雨のめぐり逢い』、野口五郎主演『季節風』 / 桜田淳子主演『愛情の設計』はヒットしなかった。 |
| 松竹     | 18       | 5        | 1        | 122.0%       | 年間配給収入の2割増はドル箱シリーズの『男はつらいよ 寅次郎純情詩集』（10.9億円）、『男はつらいよ 寅次郎と殿様』（8.5億円）に加え、『八つ墓村』（19.9億円）と『幸福の黄色いハンカチ』のヒットによるものである。田宮プロの『イエロー・ドッグ』や横溝正史ブームに便乗した『陰獣』は惨敗。スターを起用した郷ひろみ主演『突然、嵐のように』 / 松坂慶子主演『恋人岬』、鈴木清順監督『悲愁物語』 / 山城新伍主演『雨のめぐり逢い』、野口五郎主演『季節風』 / 桜田淳子主演『愛情の設計』はヒットしなかった。 |
| 東宝     | 18       | 18       | 18       | 83億9736万円 | 長らく東映に負け続けていたが、1977年は年間配給収入でトップに立った。『日本沈没』（16.4億円）が持つ日本映画配収記録を『八甲田山』（25.1億円）が大幅に更新した。1本立て大作は『八甲田山』以外に『悪魔の手毬唄』（7.6億円）と『獄門島』が成功し、『青春の門 自立篇』はまずまず、『姿三四郎』と『アラスカ物語』は失敗した。2本立てでは百恵・友和主演シリーズの『春琴抄』（8.8億円）と『泥だらけの純情』（9.9億円）が好稼動だった。 |
| 東宝     | 16       | 2        | 0        | 103.4%       | 長らく東映に負け続けていたが、1977年は年間配給収入でトップに立った。『日本沈没』（16.4億円）が持つ日本映画配収記録を『八甲田山』（25.1億円）が大幅に更新した。1本立て大作は『八甲田山』以外に『悪魔の手毬唄』（7.6億円）と『獄門島』が成功し、『青春の門 自立篇』はまずまず、『姿三四郎』と『アラスカ物語』は失敗した。2本立てでは百恵・友和主演シリーズの『春琴抄』（8.8億円）と『泥だらけの純情』（9.9億円）が好稼動だった。 |
| 東映     | 39       | 39       | 39       | 80億4190万円 | 東映本体の配給収入トップ2は『トラック野郎・天下御免』 / 『河内のオッサンの唄 よう来たのワレ』（12.8億円）、『トラック野郎・度胸一番星』 / 『サーキットの狼』（11.0億円）。春・夏のまんがまつりは安定した成績を収める。『やくざ戦争 日本の首領』がヒットしたことで、続編の『日本の首領 野望篇』を1本立てで公開し、これもヒットする。劇画の実写化『ドカベン』、『空手バカ一代』、『ドーベルマン刑事』、『ゴルゴ13 九竜の首』は好成績とは言えず、異色作『恐竜・怪鳥の伝説』、『犬神の悪霊』、『ボクサー』は不発。 東映洋画部は角川映画第2弾『人間の証明』（22.5億円）と『宇宙戦艦ヤマト』（9.3億円）の2本で配給収入30億円を稼いだ。 |
| 東映     | 35       | 2        | 2        | 87.8%        | 東映本体の配給収入トップ2は『トラック野郎・天下御免』 / 『河内のオッサンの唄 よう来たのワレ』（12.8億円）、『トラック野郎・度胸一番星』 / 『サーキットの狼』（11.0億円）。春・夏のまんがまつりは安定した成績を収める。『やくざ戦争 日本の首領』がヒットしたことで、続編の『日本の首領 野望篇』を1本立てで公開し、これもヒットする。劇画の実写化『ドカベン』、『空手バカ一代』、『ドーベルマン刑事』、『ゴルゴ13 九竜の首』は好成績とは言えず、異色作『恐竜・怪鳥の伝説』、『犬神の悪霊』、『ボクサー』は不発。 東映洋画部は角川映画第2弾『人間の証明』（22.5億円）と『宇宙戦艦ヤマト』（9.3億円）の2本で配給収入30億円を稼いだ。 |
| 日活     | 73       | 73       | 73       | 33億8177万円 | ロマンポルノに関しては、ポルノ大作2本立てもアベレージ以上の結果を残している。しかし、ロマンポルノには配給収入の上限の壁が存在し、さらなる飛躍のためには一般映画での成功が必要とされる。その一般映画に関しては、前年の第1弾はヒットしたが、第2弾『嗚呼!!花の応援団 役者やのォー』・第3弾『嗚呼!!花の応援団 男涙の親衛隊』はジリ貧の結果に終わった。累積赤字80億円超。 |
| 日活     | 68       | 5        | 0        | 95.4%        | ロマンポルノに関しては、ポルノ大作2本立てもアベレージ以上の結果を残している。しかし、ロマンポルノには配給収入の上限の壁が存在し、さらなる飛躍のためには一般映画での成功が必要とされる。その一般映画に関しては、前年の第1弾はヒットしたが、第2弾『嗚呼!!花の応援団 役者やのォー』・第3弾『嗚呼!!花の応援団 男涙の親衛隊』はジリ貧の結果に終わった。累積赤字80億円超。 |

出典:「1977年度日本映画・外国映画業界総決算」『キネマ旬報』1978年（昭和53年）2月下旬号、キネマ旬報社、1978年、118 - 128頁。

## 各国ランキング

### 日本配給収入ランキング
| 順位 | 題名                                                       | 製作国                                                                       | 配給                       | 配給収入     |
| ---- | ---------------------------------------------------------- | ---------------------------------------------------------------------------- | -------------------------- | ------------ |
| 1    | キングコング                                               | アメリカ合衆国の旗                                                           | 東宝東和                   | 30億9000万円 |
| 2    | 八甲田山                                                   | 日本の旗                                                                     | 東宝                       | 25億0900万円 |
| 3    | 人間の証明                                                 | 日本の旗                                                                     | 東映                       | 22億5000万円 |
| 4    | 遠すぎた橋                                                 | イギリスの旗 · アメリカ合衆国の旗                                            | 富士映画                   | 19億9000万円 |
| 5    | 八つ墓村                                                   | 日本の旗                                                                     | 松竹                       | 19億8600万円 |
| 6    | カサンドラクロス                                           | ドイツの旗 · イタリアの旗 · イギリスの旗 · フランスの旗 · アメリカ合衆国の旗 | 日本ヘラルド映画           | 15億3000万円 |
| 7    | トラック野郎・天下御免 / 河内のオッサンの唄 よう来たのワレ | 日本の旗                                                                     | 東映                       | 12億8200万円 |
| 8    | ロッキー                                                   | アメリカ合衆国の旗                                                           | ユナイテッド・アーティスツ | 12億1600万円 |
| 9    | トラック野郎・度胸一番星 / サーキットの狼                  | 日本の旗                                                                     | 東映                       | 10億9600万円 |
| 10   | サスペリア                                                 | イタリアの旗                                                                 | 東宝東和                   | 10億9000万円 |

併映作に関する出典:「1977年邦画四社＜封切配収＞ベスト5」『キネマ旬報』1978年（昭和53年）2月下旬号、キネマ旬報社、1978年、124頁。
上記以外の出典:『キネマ旬報ベスト・テン85回全史 1924-2011』キネマ旬報社〈キネマ旬報ムック〉、2012年5月、352頁。ISBN 978-4873767550。
| 順位 | 題名                                                       | 配給 | 配給収入     |
| ---- | ---------------------------------------------------------- | ---- | ------------ |
| 1    | 八甲田山                                                   | 東宝 | 25億0900万円 |
| 2    | 人間の証明                                                 | 東映 | 22億5000万円 |
| 3    | 八つ墓村                                                   | 松竹 | 19億8600万円 |
| 4    | トラック野郎・天下御免 / 河内のオッサンの唄 よう来たのワレ | 東映 | 12億8200万円 |
| 5    | トラック野郎・度胸一番星 / サーキットの狼                  | 東映 | 10億9600万円 |
| 6    | 男はつらいよ 寅次郎純情詩集 / おとうと                     | 松竹 | 10億8600万円 |
| 7    | 泥だらけの純情 / HOUSE ハウス                              | 東宝 | 09億8500万円 |
| 8    | 春琴抄 / 恋の空中ぶらんこ                                  | 東宝 | 08億8400万円 |
| 9    | 男はつらいよ 寅次郎と殿様 / 坊ちゃん                       | 松竹 | 08億4900万円 |
| 10   | 悪魔の手毬唄                                               | 東宝 | 07億5500万円 |

併映作に関する出典:「1977年邦画四社＜封切配収＞ベスト5」『キネマ旬報』1978年（昭和53年）2月下旬号、キネマ旬報社、1978年、124頁。
上記以外の出典:『キネマ旬報ベスト・テン85回全史 1924-2011』キネマ旬報社〈キネマ旬報ムック〉、2012年5月、352頁。ISBN 978-4873767550。
| 順位 | 題名                               | 製作国                                                                       | 配給                       | 配給収入     |
| ---- | ---------------------------------- | ---------------------------------------------------------------------------- | -------------------------- | ------------ |
| 1    | キングコング                       | アメリカ合衆国の旗                                                           | 東宝東和                   | 30億9000万円 |
| 2    | 遠すぎた橋                         | イギリスの旗 · アメリカ合衆国の旗                                            | 富士映画                   | 19億9000万円 |
| 3    | カサンドラクロス                   | ドイツの旗 · イタリアの旗 · イギリスの旗 · フランスの旗 · アメリカ合衆国の旗 | 日本ヘラルド映画           | 15億3000万円 |
| 4    | ロッキー                           | アメリカ合衆国の旗                                                           | ユナイテッド・アーティスツ | 12億1600万円 |
| 5    | サスペリア                         | イタリアの旗                                                                 | 東宝東和                   | 10億9000万円 |
| 6    | ザ・ディープ                       | アメリカ合衆国の旗 · イギリスの旗                                            | コロンビア ピクチャーズ    | 10億0000万円 |
| 7    | アドベンチャー・ファミリー         | アメリカ合衆国の旗                                                           | 東宝東和                   | 08億9000万円 |
| 8    | がんばれ!ベアーズ 特訓中           | アメリカ合衆国の旗                                                           | パラマウント映画           | 07億9000万円 |
| 9    | エアポート'77/バミューダからの脱出 | アメリカ合衆国の旗                                                           | ユニバーサル映画           | 06億7400万円 |
| 10   | エクソシスト2                      | アメリカ合衆国                                                               | ワーナー・ブラザース       | 6億7200万円  |
| 11   | ダーティハリー3                    | アメリカ合衆国の旗                                                           | ワーナー・ブラザース       | 06億0600万円 |

出典:#10の出典「キネマ旬報」1978年2月下旬号総決算。それ以外の出典『キネマ旬報ベスト・テン85回全史 1924-2011』キネマ旬報社〈キネマ旬報ムック〉、2012年5月、352頁。ISBN 978-4873767550。

### 北米興行収入ランキング
| 順位 | 題名                         | スタジオ                            | 興行収入     | 出典   |
| ---- | ---------------------------- | ----------------------------------- | ------------ | ------ |
| 1.   | スター・ウォーズ             | ルーカスフィルム / 20世紀フォックス | $307,263,857 | [ 38 ] |
| 2.   | トランザム7000               | ユニバーサル映画                    | $126,737,428 | [ 39 ] |
| 3.   | 未知との遭遇                 | コロンビア ピクチャーズ             | $116,395,460 | [ 40 ] |
| 4.   | グッバイガール               | MGM / ワーナー・ブラザース / Rastar | $102,000,000 | [ 41 ] |
| 5.   | サタデー・ナイト・フィーバー | パラマウント映画                    | $94,213,184  | [ 42 ] |
| 6.   | オー!ゴッド                  | ワーナー・ブラザース                | $51,061,196  | [ 43 ] |
| 7.   | 遠すぎた橋                   | ユナイテッド・アーティスツ          | $50,750,000  | [ 44 ] |
| 8.   | ザ・ディープ                 | コロンビア映画                      | $47,346,365  | [ 45 ] |
| 9.   | 007/私を愛したスパイ         | ユナイテッド・アーティスツ          | $46,838,673  | [ 46 ] |
| 10.  | アニー・ホール               | ユナイテッド・アーティスツ          | $38,251,425  | [ 47 ] |

## 日本公開映画
1977年の日本公開映画を参照。

## 受賞
- 第50回アカデミー賞
  - 作品賞 - 『アニー・ホール』
  - 監督賞 - ウディ・アレン（アニー・ホール）
  - 主演男優賞 - リチャード・ドレイファス（グッバイガール）
  - 主演女優賞 - ダイアン・キートン（アニー・ホール）

- 第35回ゴールデングローブ賞
  - 作品賞 (ドラマ部門) - 『アニー・ホール』、『愛と喝采の日々』
  - 主演女優賞 (ドラマ部門) - ジェーン・フォンダ（ジュリア）
  - 主演男優賞 (ドラマ部門) - リチャード・バートン（エクウス）
  - 作品賞 (ミュージカル・コメディ部門) - 『グッバイガール』
  - 主演女優賞 (ミュージカル・コメディ部門) - ダイアン・キートン（アニー・ホール）、マーシャ・メイソン（グッバイガール）
  - 主演男優賞 (ミュージカル・コメディ部門) - リチャード・ドレイファス（グッバイガール）
  - 監督賞 - ハーバート・ロス（愛と喝采の日々）

- 第43回ニューヨーク批評家協会賞 - 『アニー・ホール』

- 第30回カンヌ国際映画祭
  - パルム・ドール - 『父 パードレ・パドローネ』（パオロ・タヴィアーニ&ヴィットリオ・タヴィアーニ）
  - 監督賞 -
  - 男優賞 - フェルナンド・レイ（ELISA, VIDA MIA）
  - 女優賞 - シェリー・デュヴァル（三人の女）、モニーク・メルキューレ（J.A. MARTIN PHOTOGRAPHE）

- 第34回ヴェネツィア国際映画祭
  - 金獅子賞 - 受賞作なし

- 第27回ベルリン国際映画祭
  - 金熊賞 - 『The Ascent』(Larissa Shepitko、ソ連)

- 第1回日本アカデミー賞
  - 最優秀作品賞 - 『幸福の黄色いハンカチ』（山田洋次）
  - 最優秀主演男優賞 - 高倉健（幸福の黄色いハンカチ、八甲田山）
  - 最優秀主演女優賞 - 岩下志麻（はなれ瞽女おりん）

- 第20回ブルーリボン賞
  - 作品賞 - 『幸福の黄色いハンカチ』
  - 主演男優賞 - 高倉健（『八甲田山』『幸福の黄色いハンカチ』）
  - 主演女優賞 - 岩下志麻（『はなれ瞽女おりん』）
  - 監督賞 - 山田洋次（『幸福の黄色いハンカチ』）

- 第51回キネマ旬報ベスト・テン
  - 洋画第1位 - 『ロッキー』
  - 邦画第1位 - 『幸福の黄色いハンカチ』

- 第32回毎日映画コンクール
  - 日本映画大賞 - 『幸福の黄色いハンカチ』

- 第32回文化庁芸術祭大賞
  - 映画部門（日本記録映画） - 『伊勢型紙』[48]
  - 映画部門（外国映画） - 『白夜（英語版）』[49][50][51]

## 誕生
- 1月3日 - 飯塚雅弓、日本の声優
- 1月3日 - 小沢真珠、日本の女優
- 1月13日 - オーランド・ブルーム、イギリスの俳優
- 1月29日 - 宝生舞、日本の女優
- 2月9日 - 田中美里、日本の女優
- 3月16日 - 柏原崇、日本の俳優
- 4月29日 - 一色紗英、日本の女優
- 5月8日 - たかはし智秋、日本の声優
- 5月16日 - メラニー・リンスキー、ニュージーランドの女優
- 5月26日 - 伊東美咲、日本の女優
- 6月5日 - 大河内奈々子、日本の女優
- 6月10日 - 松たか子、日本の女優
- 7月1日 - リヴ・タイラー、アメリカの女優
- 8月12日 - パク・ヨンハ、韓国の俳優（+ 2010年）
- 8月22日 - 菅野美穂、日本の女優
- 8月25日 - 浅野真澄、日本の声優
- 9月26日 - 佐藤藍子、日本の女優
- 11月10日 - ブリタニー・マーフィ、アメリカの女優（+ 2009年）
- 12月6日 - 市川海老蔵 (11代目)、日本の歌舞伎役者・俳優

## 死去
| 日付 | 日付 | 名前                           | 国籍                              | 年齢 | 職業                             |
| 1月  | 12日 | アンリ＝ジョルジュ・クルーゾー | フランスの旗                      | 69   | 映画監督                         |
| 1月  | 13日 | アンリ・ラングロワ             | フランスの旗                      | 62   | シネマテーク・フランセーズ創設者 |
| 1月  | 14日 | ピーター・フィンチ             | イギリスの旗                      | 60   | 俳優                             |
| 2月  | 27日 | 渡辺篤                         | 日本の旗                          | 78   | 俳優                             |
| 3月  | 15日 | ナナリー・ジョンソン           | アメリカ合衆国の旗                | 79   | 映画監督・プロデューサー・脚本家 |
| 3月  | 21日 | 田中絹代                       | 日本の旗                          | 67   | 女優                             |
| 4月  | 21日 | ガンモ・マルクス               | アメリカ合衆国の旗                | 83   | 俳優                             |
| 5月  | 10日 | ジョーン・クロフォード         | アメリカ合衆国の旗                | 72   | 女優                             |
| 5月  | 16日 | マイケル・フィンドレイ         | アメリカ合衆国の旗                | 39?  | 映画監督                         |
| 5月  | 24日 | 近衛十四郎                     | 日本の旗                          | 63   | 俳優                             |
| 6月  | 2日  | スティーヴン・ボイド           | 北アイルランドの旗 · イギリスの旗 | 45   | 俳優                             |
| 6月  | 3日  | ロベルト・ロッセリーニ         | イタリアの旗                      | 71   | 映画監督                         |
| 6月  | 13日 | マシュウ・ガーバー             | イギリスの旗                      | 21   | 俳優                             |
| 8月  | 16日 | エルヴィス・プレスリー         | アメリカ合衆国の旗                | 42   | 歌手・俳優                       |
| 8月  | 17日 | デルマー・デイヴィス           | アメリカ合衆国の旗                | 73   | 映画監督・脚本家                 |
| 8月  | 19日 | グルーチョ・マルクス           | アメリカ合衆国の旗                | 86   | 俳優                             |
| 8月  | 29日 | ジーン・ヘイゲン               | アメリカ合衆国の旗                | 54   | 女優                             |
| 10月 | 14日 | ビング・クロスビー             | アメリカ合衆国の旗                | 74   | 歌手・俳優                       |
| 11月 | 13日 | 豊田四郎                       | 日本の旗                          | 71   | 映画監督                         |
| 11月 | 26日 | 奈良真養                       | 日本の旗                          | 80   | 俳優                             |
| 12月 | 11日 | 望月優子                       | 日本の旗                          | 60   | 女優                             |
| 12月 | 18日 | 進藤英太郎                     | 日本の旗                          | 78   | 俳優                             |
| 12月 | 19日 | ジャック・ターナー             | アメリカ合衆国の旗 · フランスの旗 | 73   | 映画監督                         |
| 12月 | 25日 | チャーリー・チャップリン       | アメリカ合衆国の旗                | 88   | 映画監督・俳優                   |
| 12月 | 26日 | ハワード・ホークス             | アメリカ合衆国の旗                | 81   | 映画監督                         |
| 12月 | 27日 | 高田稔                         | 日本の旗                          | 78   | 俳優                             |